# Whitehouse
Whitehouse és una banda anglesa de música industrial i noise formada el 1980. Són coneguts per les seves lletres i imatges controvertides (usualment interpretades com a misògines i extremadament violentes). El seu nom és una burla a Mary Whitehouse, activista moralista britànica.
El grup va ser fundat per William Bennett quan aquest tenia només 18 anys. Aviat es van unir Philip Best i el molt polèmic escriptor Peter Sotos. Best es va unir als 14 anys després d'haver-se fugat de casa per anar a un xou de la banda. Sotos va abandonar la banda el 2002, deixant-la com un duo.
Des de 1988 la banda ha estat treballant amb el reconegut productor Steve Albini. L'art de molts dels seus discos és dissenyat pel controvertit il·lustrador Trevor Brown, conegut per les seves il·lustracions que inclouen violència, sadomasoquisme i pedofília.

## Estil
Whitehouse s'especialitzen en el que ells anomenen "música extrema electrònica". Són coneguts per les seves lletres controvertides i les imatges, que retraten el sexe sàdic, la misogínia, l'assassinat en sèrie, els trastorns alimentaris, abús infantil, i altres formes de violència i de l'abjecció.
Whitehouse va sorgir a l'hora que Throbbing Gristle i SPK anaven deixant enrere els sorolls i els sons extrems i abraçant a l'experimentació amb altres gèneres musicals. En oposició a aquesta tendència, Whitehouse volia prendre els sons d'aquests grups anteriors i la fascinació amb els temes encara més extrems, com anunciaven al seu primer disc, volien produir "la més extrema música mai enregistrada". Per fer-ho, es van inspirar en alguns músics experimentals anteriors i artistes com Alvin Lucier, Robert Ashley i Yoko Ono, així com escriptors com el Marquès de Sade.

## Influències
Whitehouse són una influència clau en el desenvolupament de la música Noise com un gènere musical a Europa, Japó, els Estats Units, i en altres llocs. La seva música sovint es reconeix com pionera en el moviment power electronics (un terme encunyat pel mateix Bennett per fer propaganda del disc Psychopathia Sexualis), així com d'altres gèneres de soroll.
Bird Seed, el seu àlbum de 2003, va rebre una "menció d'honor en la categoria de músiques Digital anuals d'Àustria Prix Ars Electronica.

## Discografia

### Àlbums d'estudi
- Birthdeath Experience (1980)
- Total Sex (1980)
- Erector (1981)
- Dedicated To Peter Kürten (1981)
- Buchenwald (1981)
- New Britain (1982)
- Psychopathia Sexualis (1982)
- Right To Kill (1983)
- Great White Death (1985)
- Thank Your Lucky Stars (1990)
- Twice Is Not Enough (1992)
- Never Forget Death (1992)
- Halogen (1994)
- Quality Time (1995)
- Mummy And Daddy (1998)
- Cruise (2001)
- Bird Seed (2003)[2]
- Asceticists 2006 (2006)
- Racket (2007)

### Singles
- "Thank Your Lucky Stars" (1988)
- "Still Going Strong" (1991)
- "Just Like a Cunt" (1996)
- "Cruise (Force the Truth)" (2001)
- "Wriggle Like a Fucking Eel" (2002)

### Directes i altres
- Cream Of The Second Coming (recopilatori) (1990)
- Another Crack Of The White Whip (recopilatori) (1991)
- Tokyo Halogen (live album) (1995)